# パヴェル・チスチャコフ

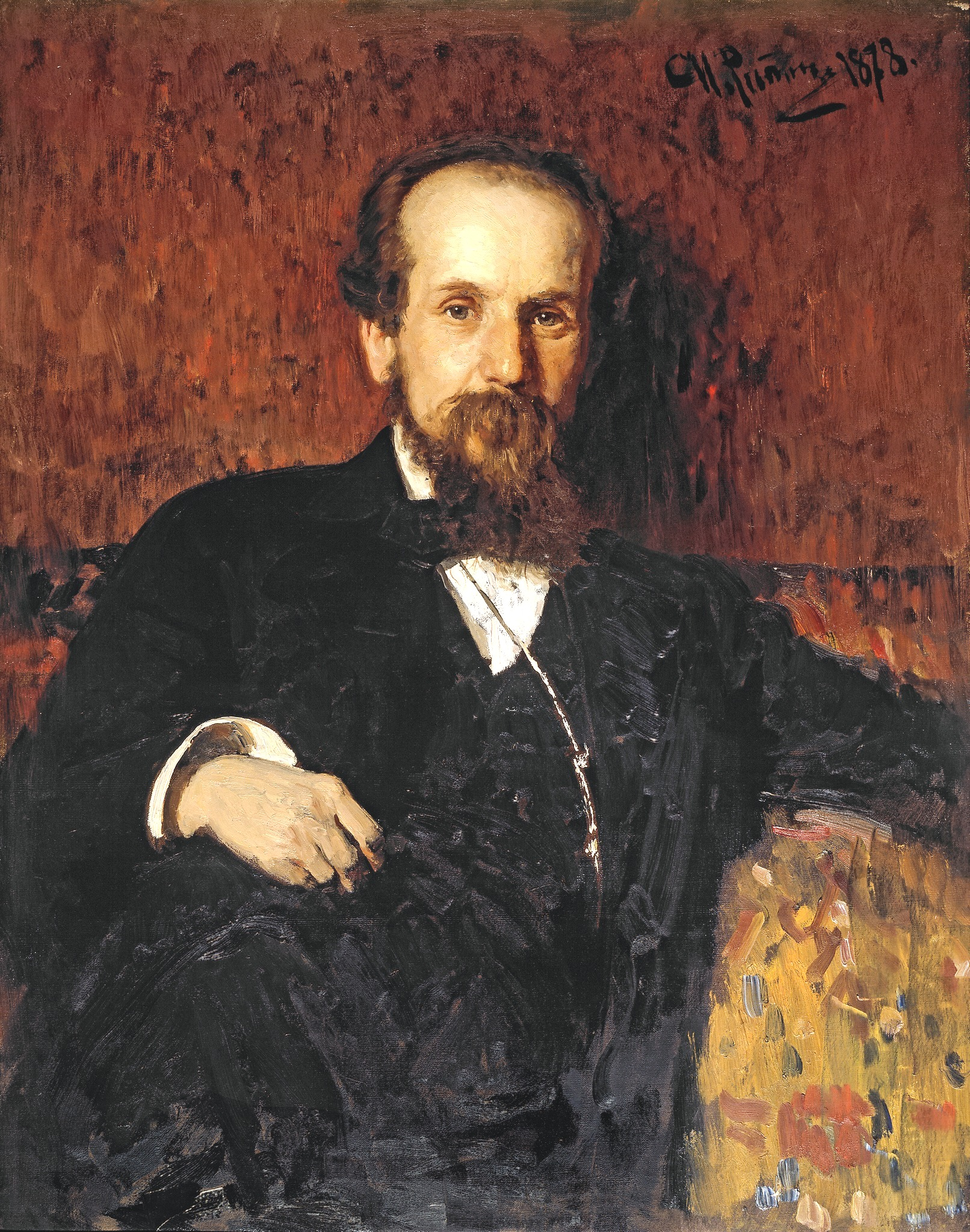
パヴェル・チスチャコフ

パヴェル・チスチャコフ(Па́вел Петро́вич Чистяко́в 1832年7月5日-1919年11月11日)は、ロシアの美術教師、画家。

## 略歴
ロシア帝国のトヴェリ県で生まれる。父は農奴出身だったが解放され自由の身になった。クラスヌイホルムやのちにベジェツクの学校に通う。美術アカデミーで学び、在学中に発表した作品を評価されて金メダルを授与した。
1862年に欧州へ移る。ドイツに赴いたあとフランスのパリやイタリアのローマに長期間滞在した。1870年に欧州から帰国し、帝国美術振興協会や美術アカデミーで教員に着任。優れた教授メソッドで多くの弟子を育てた。教え子にはワシーリー・スリコフ、ヴィクトル・ヴァスネツォフ、ミハイル・ヴルーベリ、イリヤ・レーピン、ミハイル・ネステロフ等その他多数にのぼる。
サンクトペテルブルクにあるプーシキンで死去。

## ギャラリ

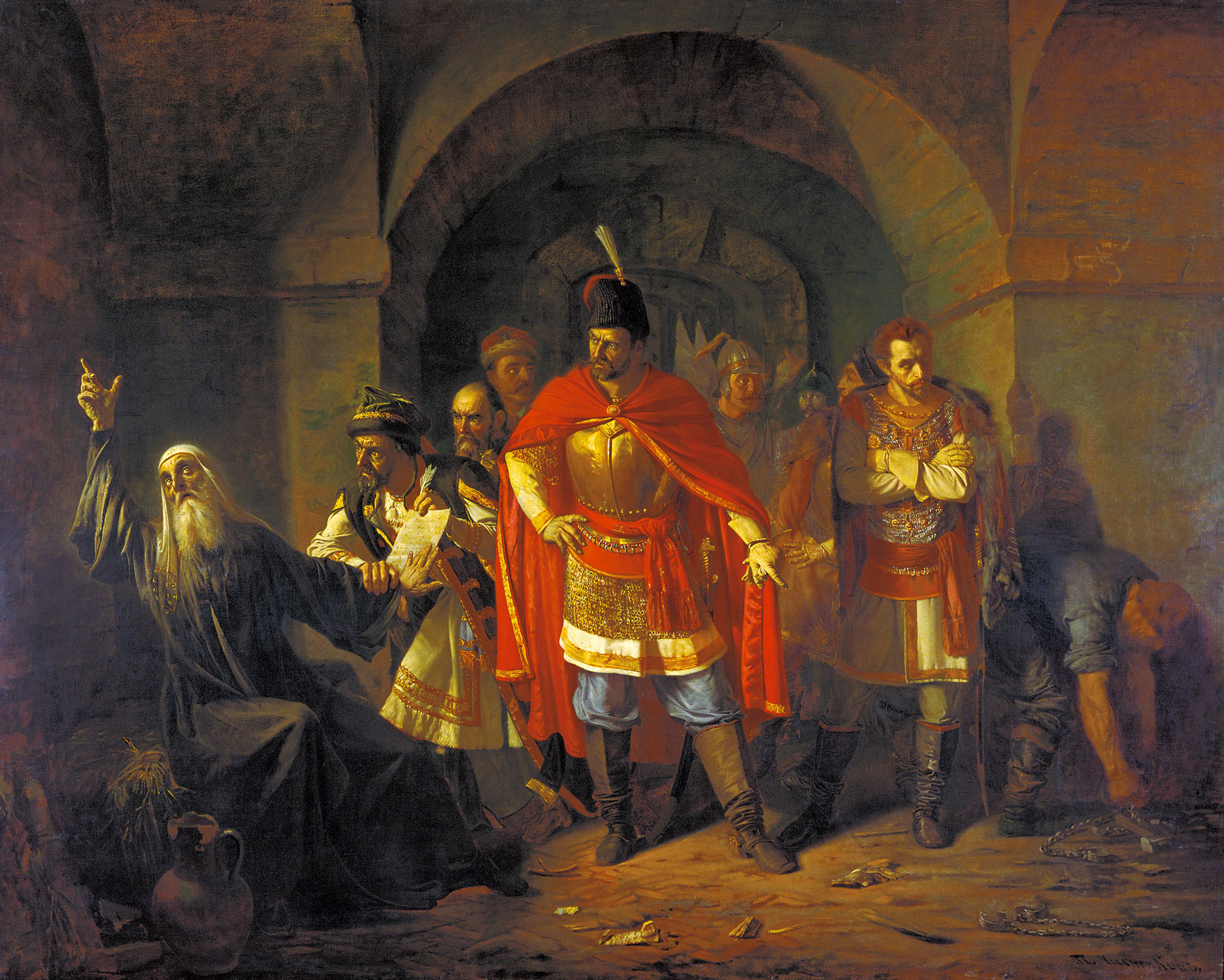
ポーランド兵に祝福を与えるのを拒むモスクワ総主教エルモゲン（ゲルモゲン）(1860)
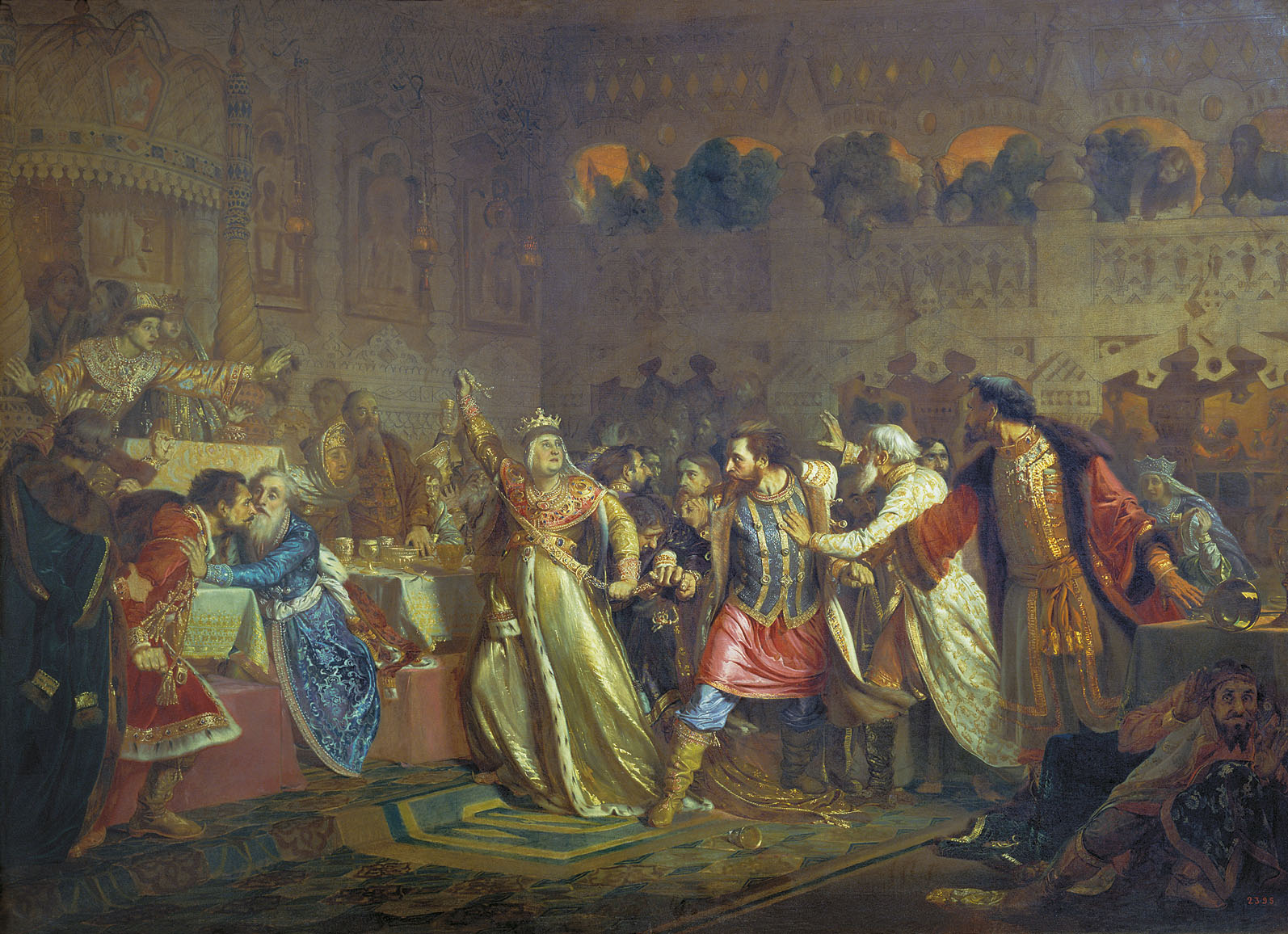
ヴァシーリー2世の結婚式で、ヴァシーリー・コソイの黄金のベルトを奪うソフィヤ